# St. Sixtus (Hütting)

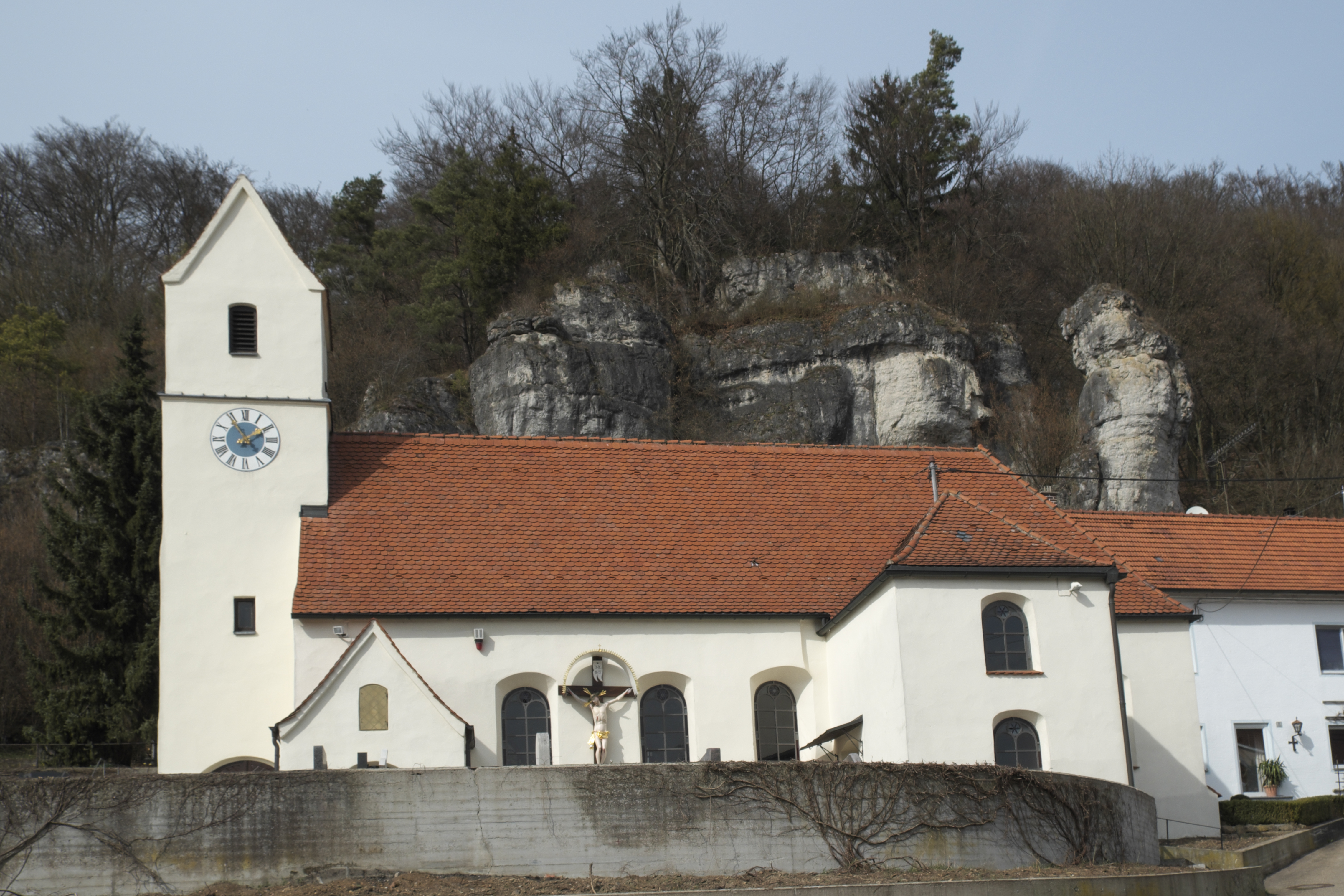
St. Sixtus in Hütting

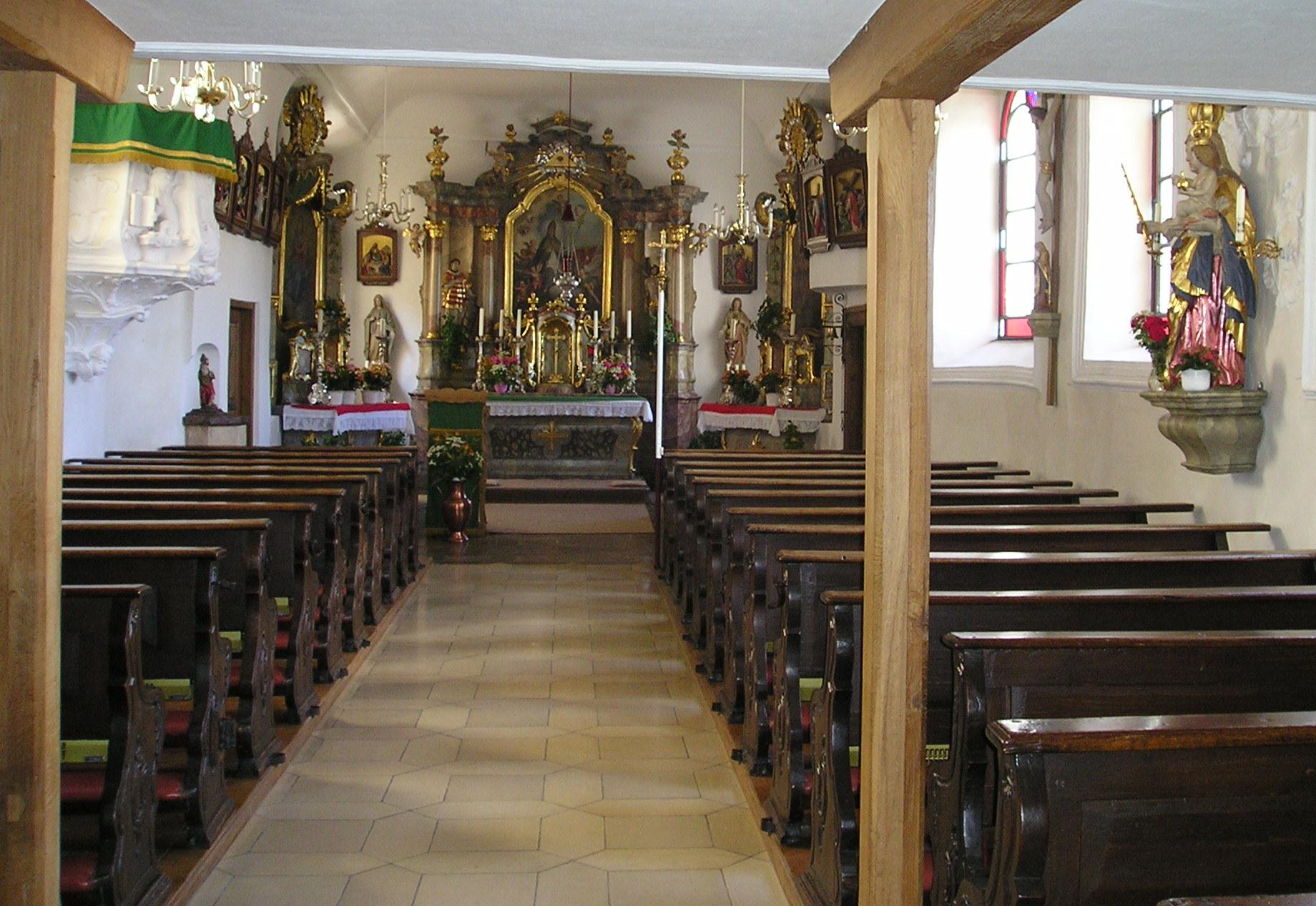
Innenansicht

Die römisch-katholische Pfarrkirche St. Sixtus steht in Hütting, einem Gemeindeteil des Marktes Rennertshofen im oberbayerischen Landkreis Neuburg-Schrobenhausen. Sie ist in der Liste der Baudenkmäler in Rennertshofen als Baudenkmal unter der Nr. D-1-85-153-66 eingetragen. Die Kirche gehört zum Dekanat Neuburg-Schrobenhausen des Bistums Augsburg.

## Beschreibung
Das Langhaus und die unteren Geschosse des Kirchturms stammen aus der zweiten Hälfte des 17. Jahrhunderts. Der eingezogene Chor im Osten der barocken Saalkirche wurde 1789/90 neu errichtet. Zur gleichen Zeit erhielt der Kirchturm sein mit einem quer angeordneten Satteldach bedecktes Glockengeschoss.
Der Innenraum des Langhauses ist mit einer Flachdecke überspannt. Die Altäre wurden in der Mitte des 18. Jahrhunderts aufgestellt.